# NK Radomlje
ND Radomlje är en slovensk fotbollsklubb från staden Radomlje. De spelar i den slovenska högstadivisionen, Prva slovenska nogometna liga.
Klubben grundades 1972 och spelar sina matcher på Stadion Športni Park, som tar 3 100 åskådare vid fullsatt.

## Placering senaste säsonger
| Säsong    | Nivå | Liga      | Placering | Referens | Notering                  |
| --------- | ---- | --------- | --------- | -------- | ------------------------- |
| 2020/2021 | 2    | 2. liga   | 1         | [ 1 ]    | Uppflyttad till Prva liga |
| 2021/2022 | 1    | Prva liga | 6         | [ 2 ]    |                           |
| 2022/2023 | 1    | Prva Liga | 7         |          |                           |
| 2023/2024 | 1    | Prva Liga | 9         |          |                           |
| 2024/2025 | 1    | Prva Liga | 8         |          |                           |

## Trupp 2021/22
Uppdaterad: 20 juli 2021.
| Nr | Land                    | Pos | Namn                            |
| -- | ----------------------- | --- | ------------------------------- |
| 1  | Kroatien                | MV  | David Šugić (l.f. Tabor Sežana) |
| 2  | Kroatien                | F   | Zvonimir Blaić                  |
| 3  | Slovenien               | F   | Gašper Petek                    |
| 4  | Slovenien               | MF  | Gal Primc                       |
| 5  | Slovenien               | F   | Rok Jazbec                      |
| 6  | Slovenien               | MF  | Mark Zabukovnik                 |
| 7  | Slovenien               | MF  | Oliver Kregar                   |
| 8  | Kroatien                | MF  | Sandi Nuhanović                 |
| 9  | Serbien                 | A   | Saša Varga                      |
| 10 | Slovenien               | MF  | Luka Cerar                      |
| 13 | Palestina (stat)        | F   | Jaka Ihbeisheh                  |
| 14 | Bosnien och Hercegovina | F   | Marko Žulj                      |

| Nr | Land      | Pos | Namn             |
| -- | --------- | --- | ---------------- |
| 16 | Slovenien | A   | Žan Nikolić      |
| 18 | Kroatien  | F   | Dario Rugašević  |
| 20 | Kroatien  | F   | Mateo Mužek      |
| 21 | Slovenien | MF  | Andrej Pogačar   |
| 22 | Slovenien | MV  | Lenart Cerar     |
| 23 | Slovenien | MF  | Anže Pišek       |
| 28 | Slovenien | F   | Nik Fortuna      |
| 29 | Slovenien | F   | Luka Guček       |
| 31 | Slovenien | MV  | Žiga Fermišek    |
| 43 | Slovenien | MV  | Darko Marjanović |
| 44 | Slovenien | F   | Lenart Brolih    |
| 96 | Kroatien  | F   | Vilibald Vuco    |